# Poa ullungdoensis
Poa ullungdoensis är en gräsart som beskrevs av In Cho Chung. Poa ullungdoensis ingår i släktet gröen, och familjen gräs. Inga underarter finns listade i Catalogue of Life.